# Костино (Петровское сельское поселение)
Костино — опустевшая деревня в Чухломском муниципальном районе Костромской области. Входит в состав Петровского сельского поселения

## География
Находится в северной части Костромской области на расстоянии приблизительно 22 км на восток-юго-восток по прямой от города Чухлома, административного центра района.

## История
В 1872 году здесь было учтено 9 дворов, в 1907 году —11.

## Население
Постоянное население составляло 52 человека (1872 год), 47 (1897), 46 (1907), 2 в 2002 году (русские 100 %), 0 в 2022.